# غاري ويلسون (موسيقي)
غاري ويلسون (بالإنجليزية: Gary Wilson)‏ هو موسيقي أمريكي، ولد في 1 أكتوبر 1953 في إنديكوت في الولايات المتحدة.

## وصلات خارجية
- الموقع الرسمي
- غاري ويلسون على موقع IMDb (الإنجليزية)
- غاري ويلسون على موقع ميوزك برينز (الإنجليزية)
- غاري ويلسون على موقع ديسكوغز (الإنجليزية)